# Josef Feistmantl
Josef Feistmantl (23 de febrero de 1939-10 de marzo de 2019) fue un deportista austríaco que compitió en luge en las modalidades individual y doble.
Participó en tres Juegos Olímpicos de Invierno entre los años 1964 y 1972, obteniendo una medalla de oro en Innsbruck 1964 en la prueba doble. Ganó cinco medallas en el Campeonato Mundial de Luge entre los años 1959 y 1971, y dos medallas en el Campeonato Europeo de Luge, en los años 1962 y 1967.

## Palmarés internacional
| Juegos Olímpicos   | Juegos Olímpicos          | Juegos Olímpicos  | Juegos Olímpicos |
| Año                | Lugar                     | Medalla           | Prueba           |
| ------------------ | ------------------------- | ----------------- | ---------------- |
| 1964               | Innsbruck (Austria)       | Medalla de oro    | Doble            |
| Campeonato Mundial |                           |                   |                  |
| Año                | Lugar                     | Medalla           | Prueba           |
| 1959               | Villard-de-Lans (Francia) | Medalla de plata  | Individual       |
| 1967               | Hammarstrand (Suecia)     | Medalla de bronce | Individual       |
| 1969               | Königssee (RFA)           | Medalla de oro    | Individual       |
| 1970               | Königssee (RFA)           | Medalla de plata  | Individual       |
| 1971               | Valdaora (Austria)        | Medalla de bronce | Individual       |
| Campeonato Europeo |                           |                   |                  |
| Año                | Lugar                     | Medalla           | Prueba           |
| 1962               | Weissenbach (Austria)     | Medalla de plata  | Doble            |
| 1967               | Königssee (RFA)           | Medalla de oro    | Doble            |